# Zalacsány
Zalacsány község Zala vármegyében, a Keszthelyi járásban. 

## Fekvése
A Zala völgyében fekszik, a folyó jobb parti (nyugati) oldalán.
A közvetlenül határos települések: észak felől Kehida, északkelet felől Kustány (ma mindkettő Kehidakustány része), kelet felől Nemesbük, délkelet felől Szentgyörgyvár, dél felől Bókaháza, délnyugat felől Gétye és Szentpéterúr, nyugat felől Tilaj, északnyugat felől pedig Ligetfalva.
A legközelebbi városok közül Hévíz 9, Keszthely 14 kilométerre keletre, Zalaszentgrót pedig 17 kilométerre északra található. A megyeszékhely Zalaegerszeg légvonalban körülbelül 20, közúton nagyjából 25 kilométerre fekszik nyugati irányban.

### Külterületi településrészei
- Örvényeshegy: észak-déli irányban aránylag hosszan elnyúló, különálló külterületi településrész, a központtól 2 kilométerre északra; közúti elérését egy önkormányzati út biztosítja, mely a belterület északi szélén ágazik ki a 7352-es útból nyugat felé. Jellege: mezőgazdasági jellegű lakótelep (lakóhely) és tanyák. A területen 26 fő és 11 lakás található. Irányítószáma 8782, KSH statisztikai azonosítója 04002.
- Öreghegy: külterületi településrész összeírt lakóegység és népesség nélkül, a központtól mintegy 2 kilométerre délre; ugyancsak a 7352-es útról érhető el egy önkormányzati úton. Postai irányítószáma és KSH statisztikai azonosítója az előbbiével azonos.

### Megközelítése
Legfontosabb közúti megközelítési útvonala a 76-os főút, mely kelet-nyugati irányban végighúzódik a lakott területének déli részén, ez köti össze a Balaton térségével és a megyeszékhellyel, Zalaegerszeggel is. A főút a település központjában keresztezi a Zalaapáti-Zalaszentgrót-Zalabér között húzódó 7352-es utat, amely pedig északi és déli irányból biztosítja a község könnyű megközelítését.
Nyugati határában ágazik ki a 76-osból a 73 236-os számú mellékút, mely a szomszédos Tilaj központjába vezet.
Vasútvonal az egész környéket nem érinti, közösségi közlekedéssel csak a Volánbusz autóbuszaival érhető el..

## Nevének eredete
Neve valószínűleg a szláv Csán névből származik.

## Története
A település és környéke már a római korban is lakott hely lehetett.
Nevét oklevélben 1019-ben említették először Chan néven, amikor I. István magyar király Csány (Chan) mezőváros piaci vámját a zalavári apátságnak adta.
Következő említése Károly Róbert király 1334. augusztus 28-án kelt okleveléből maradt ránk, amelyben egykori birtokosának, a magvaszakadt Herránth fia Péternek birtokát a Zala vize mellett, „juxta fluvium Zala inter villas Chan et Medzeth in dicto comitatu Zaladiensi” Lendvai Miklós zalai főispánnak adományozta.
A Haholt-Buzád nemzetségből származó Csányi család valószínűleg a 14. század közepén szerezhette meg a községet és környékét, mert 1365-ben már mint annak birtokosa szerepelt. A terület akkor a Hahót nemzetségbeli Csák család birtoka volt. A Csák család viszont a Csány család őse. Később, 1475-ben Mátyás király is megerősítette a családot a falu birtokában.
A középkorban itt gazdag növény- és állatvilág, tölgy- és bükkerdők voltak, a falut és környékét a Zala árterülete vette körül. Csány és Mindszent között feküdt Csama-sziget, a Zala–folyó egyik szigete.
A falu életében ez időkben a Zala-folyó mellett a Kettős-patak is nagy szerepet játszott. A falu népe jobban tartott a Kettős-patak áradásától, mint a Zala folyóétól. Menedéket is nyújtott, mert a török időkben a csányi nagyurak a patak mellé építették vízivárukat, az úgynevezett Zsidóvárat.
A Batthyány család tagjai az 1500-as években kerültek erre a környékre. Csányban két máig álló kastélyt is építettek. 1600-ban Kanizsa elfoglalása után Csány és vidékének lakossága nagyrészt elmenekült a környékről. A  Csány család levéltára és a megyei jegyzőkönyvek 1600 után hallgatnak Csány viszonyairól. A török kor után Csány Bernát a csányi majorságban gazdasági épületek építésébe kezdett, és a Zala folyó mellett megépült a csányi malom is. A levéltár 1701-ből való adataiban a falu már „Zalacsány” néven volt feltüntetve. Az első telepesek 1720-ban érkeztek a faluba. 1749-ben megépítették az anyatemplomot, ami az akkori Csányon kívülre esett. 1766-ban a Belsőcsányi kápolna is felépült, majd a 19. század elején szabályozták a Zalát is. A szabályozás által eltűntek a nádasok és lecsökkent az áradásveszély is.
1895-től 1974-ig erre haladt a Zalaszentgrót–Balatonszentgyörgy-vasútvonal.

### Csány vár
Zalacsány környékén egykor vár is állt, melynek széles árokkal körülvett nyomai a kettős-patak mellett, a Meleghegy déli oldalánál figyelhetők meg. Zalacsány egykori váráról Giulio Turco 1569-ben készített rajzot, amely szerint itt egy kb. 34x54 méter alapterületű palánkvár állt. Ennek három sarkán egy-egy, 6 méteres átmérőjű rondella, az északkeleti sarkán pedig egy négyszögű bástya helyezkedett el, mely bástya mellett vezetett be az út a várba, az árkon átvezető cölöpökön nyugvó hídon keresztül. A várnak egyetlen kőépítménye egy kis kastély volt, ez feltehetően a várat építő és azt birtokló Csányi család kúriája lehetett.
A várnak nem volt hadi jelentősége, és feltehetően a Nagykanizsa 1690-es visszafoglalása utáni időben pusztulhatott el.

## Közélete

### Polgármesterei
- 1990–1994: Cigli Ferenc (független)[3]
- 1994–1998: Gellén Sándor (független)[4]
- 1998–2002: Gellén Sándor (független)[5]
- 2002–2006: Nagy Lászlóné (független)[6]
- 2006–2010: Nagy Lászlóné (független)[7]
- 2010–2014: Nagy Lászlóné (független)[8]
- 2014–2019: Nagy Lászlóné (független)[9]
- 2019–2024: Nagy Lászlóné (független)[10]
- 2024– : Nagy Lászlóné (független)[1]

## Népesség
A település népességének változása:
| Lakosok száma | 970  | 940  | 926  | 965  | 1020 | 1008 | 1016 |
|               | 2013 | 2014 | 2015 | 2021 | 2022 | 2023 | 2024 |

A 2011-es népszámlálás idején a nemzetiségi megoszlás a következő volt: magyar 83,7%, cigány 10,6%, horvát 0,4%, német 3,6%. A lakosok 72,3%-a római katolikusnak, 1,9% reformátusnak, 0,9% evangélikusnak, 6,8% felekezeten kívülinek vallotta magát (17,8% nem nyilatkozott).
2022-ben a lakosság 79,5%-a vallotta magát magyarnak, 8,7% németnek, 4,3% cigánynak, 0,5% ukránnak, 0,2% szlováknak, 0,1-0,1% szerbnek és ruszinnak, 4,3% egyéb, nem hazai nemzetiségűnek (15,2% nem nyilatkozott; a kettős identitások miatt a végösszeg nagyobb lehet 100%-nál). Vallásuk szerint 44,2% volt római katolikus, 1,6% református, 1,3% evangélikus, 0,4% ortodox, 0,1% görög katolikus, 0,5% egyéb keresztény, 1,4% egyéb katolikus, 8,7% felekezeten kívüli (41,8% nem válaszolt).

## Híres emberek
- Itt született 1790-ben Csány László politikus, államtitkár, majd miniszter, az 1848–49-es szabadságharc vértanúja.
- Itt született 1907-ben Sztrókay Kálmán mineralógus.

## Látnivalók
- A Csányi-család 19. század elején épült mauzóleuma a temetőben.
- Körtvélyesi átalakító erdő, benne Árpád-kori földvár (Zsidóvár), és tanösvény.
- 11 hektár területű, átlagosan 4 méter mély víztározó, amit a Kettős-patak felduzzasztásával hoztak létre 1991-ben.
- Széles Gábor, az egyik legnevesebb magyar vállalkozó érdekeltségei:
  - Volt Batthyány-kúria. Az ősfás park közepén található a Batthyány-kastély, amely a Csány család kúriája volt. Itt született Csány László is. Később a Batthyány család vásárolta meg, és jelentősen átalakította, kibővítette. Mai alakját 1913-ban kapta. A háború után sokáig gyerekotthonként működött, ez idő alatt állaga nagyon leromlott. Széles Gábor cége 2013-ban vásárolta meg, és szépen felújította. Jelenleg négycsillagos kastélyszállóként működik.[13] A több száz éves épületet ölelő parkban szabadtéri termálmedence, gyermekjátszótér, strandröplabda, minigolf-, footgolf- és teniszpályák, lengőteke, grillterasz, és bár található.[14]
  - 2014. április 1-jén nyitotta meg kapuit a teljesen felújított Batthyány Kúria és Golf Resort. A Batthyány Kastéllyal ligetes parksétánnyal összekötött épület exkluzív szobái, étterme és lobbija új, modern, ugyanakkor hangulatos külsővel várja a pihenni vágyó vendégeket. Része a Zala Springs Golf Resort nevű sport- és idegenforgalmi komplexumnak. Ennek továbbfejlesztéseként, egy 250 millió eurós (kb. 77 milliárd Ft) projekt keretében, itt húzzák fel Közép-Európa első luxus üdülőfaluját ötcsillagos szállodával, villákkal, éttermekkel és wellness központtal.[15]

## A település az irodalomban
- Érintőlegesen szerepel a település Bödőcs Tibor humorista első regényében, a zalai vidéki helyszínek sokaságát felvillantó Meg se kínáltak című kötetben (a 16. fejezetben).

## Galéria

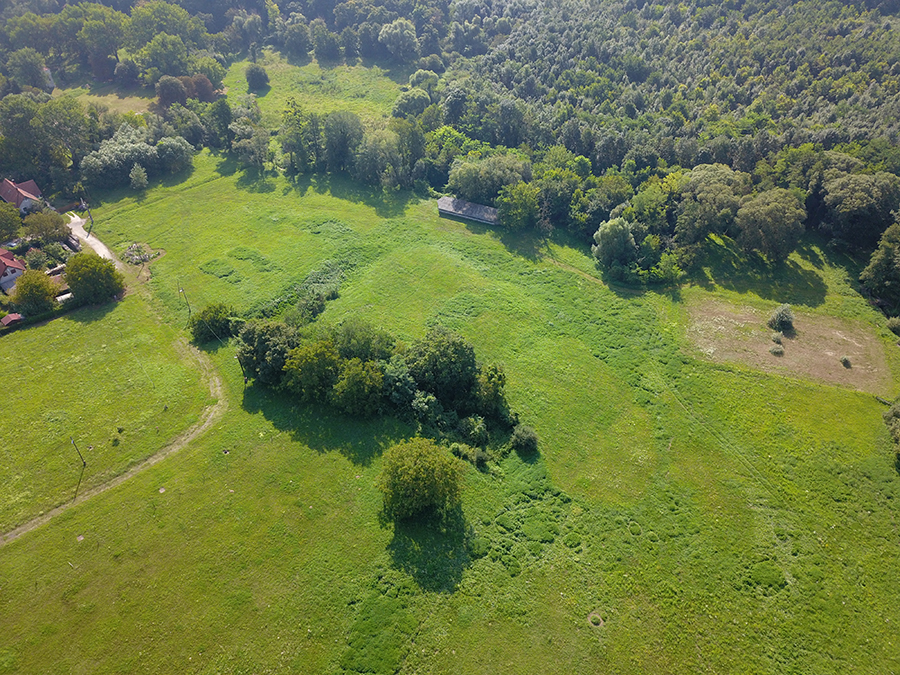
Törökvár
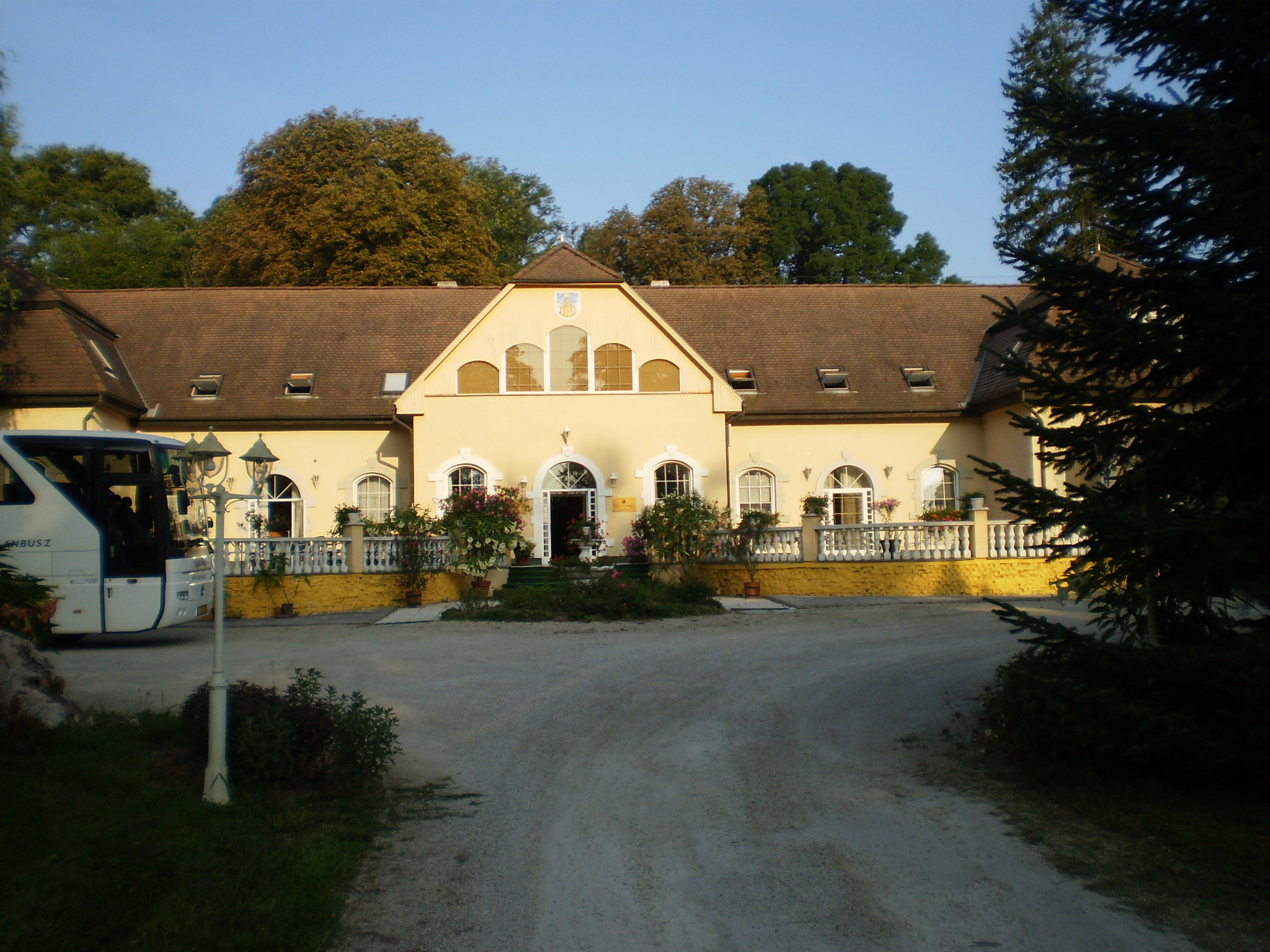
A volt Batthyány-kúria
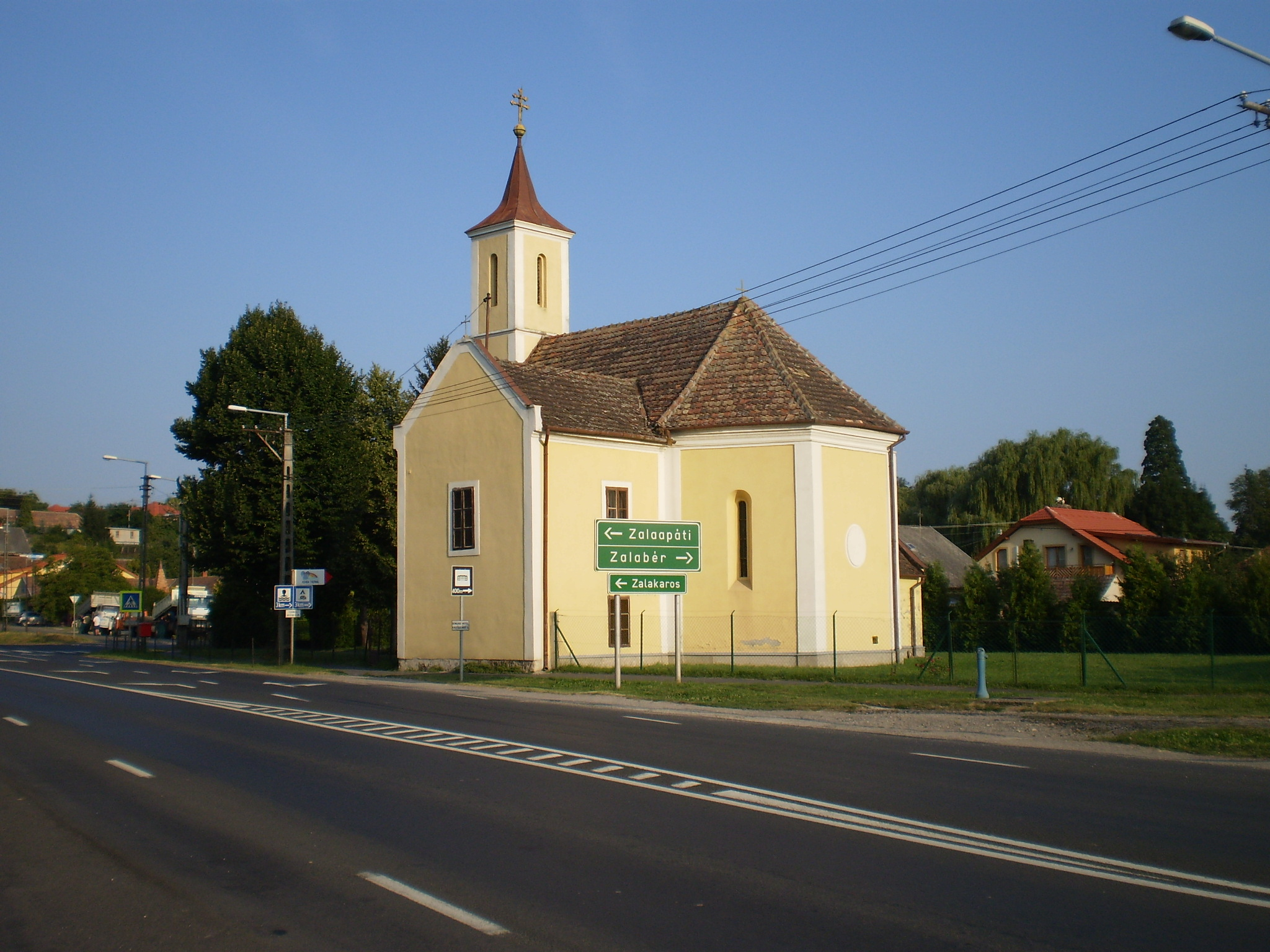
Templom
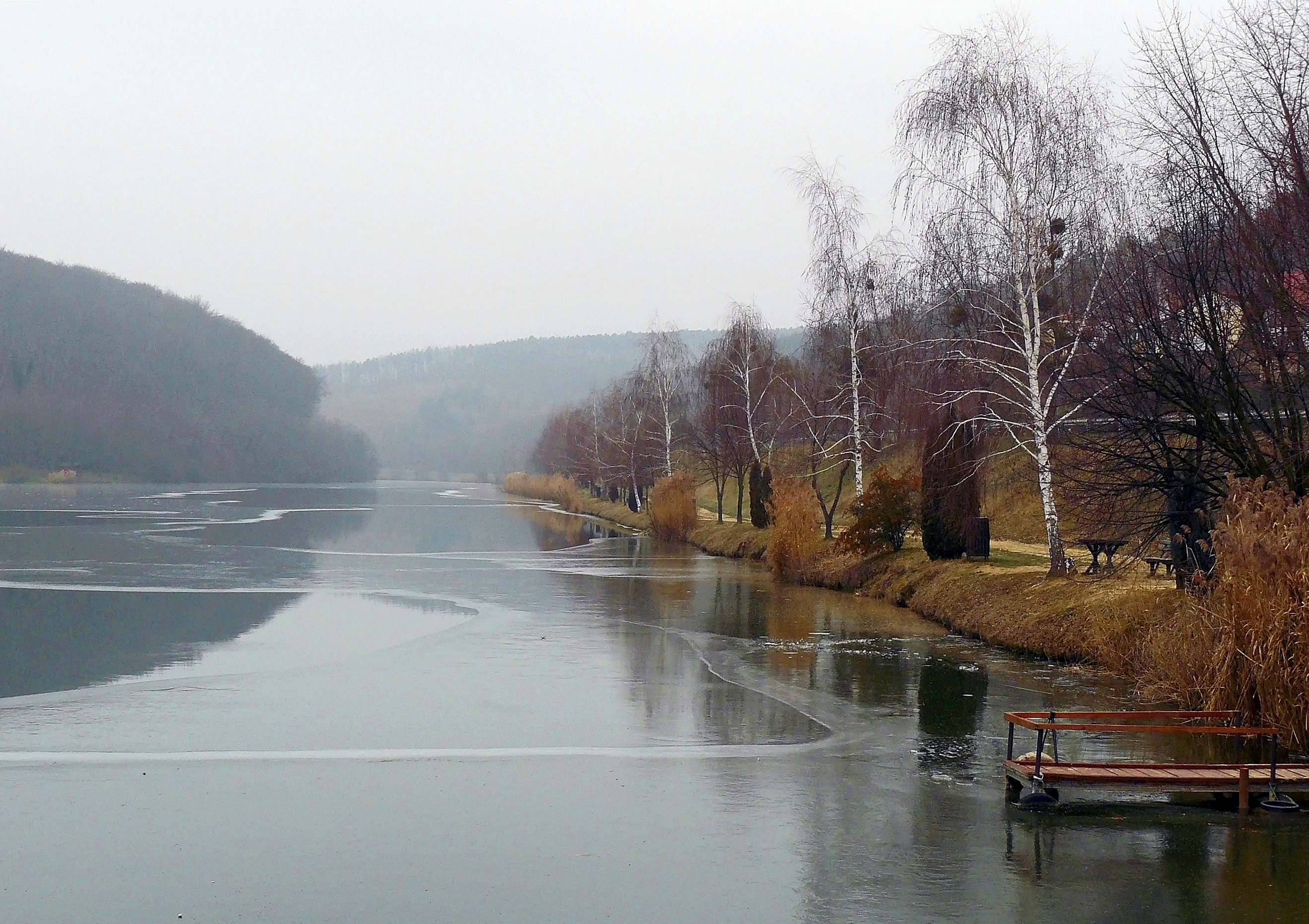
A horgásztó